# Scadoxus nutans
Scadoxus nutans är en amaryllisväxtart som först beskrevs av Ib Friis och I.Bj¢rnstad, och fick sitt nu gällande namn av Ib Friis och Inger Nordal. Scadoxus nutans ingår i släktet Scadoxus och familjen amaryllisväxter. Inga underarter finns listade i Catalogue of Life.